# Резцова кост
Резцовата кост (на латински - os incisivum) е вариабилна костица, част от горната челюст, намираща се в областта на резците. Изградена е от двойка е малки черепни кости, среща се в ембрионалния период, но при по-голямата част от хората се слива с горночелюстните кости и в повечето случи може да се наблюдава само тънък резцов шев (sutura incisiva). Костта е много по-характерна при останалите бозайници, но в днешно време в зоологията се предпочита терминът премаксила.
Първият, който я описва и доказва наличието ѝ при останалите бозайници, е Йохан Волфганг фон Гьоте. В негова чест костта бива наречена Гьотева (на латински - os Goethe).